# Etióp naptár
Az etióp naptár az évet 13 hónapra osztja. Ezek közül 12 hónap 30 napos, a 13. hónap 5 vagy (szökőév esetén) 6 napot tartalmaz. A 13. hónap neve paguemain.
Etiópia erről a 13 hónapos naptárról is ismert, ezt reklámokban is felhasználják.
Az etióp újév szeptember 11-én kezdődik (szökőévben 12-én). Az újév egy három hónapos, felhős, ködös, esős évszak után következik. Szeptemberben jön a napsütés és a virágok virágzása. Ekkor kezdődik az iskola. Az újév ünnepének neve enkutatash („az új év kezdete”).
Az etióp naptár a Gergely-naptártól 7 vagy 8 évvel van lemaradva. A hétéves különbség szeptembertől decemberig áll fenn, a nyolcéves különbség januártól augusztusig.
Az etióp naptár hasonló a kopt naptárhoz. A különbség a kettő között a szentek napjainak meghatározása.
Az etióp naptár szerint a karácsony január 7-én van. Az évek négyéves ciklusban követik egymást, amelyeket a négy apostolról Máté, Lukács, Márk és János névvel illetnek. Az év négy évszakra oszlik: ősz, tél, tavasz, nyár. A hét 7 napból áll, amelyek egyenként 24 órát tartalmaznak, ebből 12 óra nappal és 12 óra éjszaka.
A hét napjainak neve az etióp naptárban:
- szegno - hétfő
- makszegno - kedd
- rebu - szerda
- hamusz - csütörtök
- arb - péntek
- kidame - szombat
- ehud - vasárnap

A kormányzati irodák és az üzletek párhuzamosan az etióp naptárt és a Gergely-naptárt is használják. A külföldi kapcsolatokban kizárólag a Gergely-naptárt használják.